# Cezary Wilk
Cezary Stefan Wilk (Varsóvia, 12 de fevereiro de 1986) é um ex-futebolista profissional espanhol que atuava como meia-defensivo.